# 邓克明 (元朝)
邓克明（？—1364年），元朝末年陈汉政权将领，新淦县（今江西省新干县）人。
邓克明少年无赖，恣行乡里。红巾军攻陷临江，邓克明与弟邓志明聚众起兵，攻陷乐安县、崇仁县等县，自称元帅。后归降陈友谅，又攻克建昌（今南城县）。经过顺昌县、光泽县，攻打建宁（今福建省建宁县），没有攻克，回师据守抚州（今抚州市）。朱元璋军队率兵抚州，邓克明出降。邓愈派邓志明回到新淦，收拢他的部曲。邓志明割据麻岭、沙坑、牛陂为寨，1364年（元至正二十四年、宋龙凤十年、汉德寿二年），常遇春率军攻破，将邓志明、邓克明一起诛死。